# Beirneola coripana
Beirneola coripana är en insektsart som beskrevs av Young 1977. Beirneola coripana ingår i släktet Beirneola och familjen dvärgstritar. Inga underarter finns listade i Catalogue of Life.